# Albatros W.5
Albatros W.5 – niemiecki pływakowy wodnosamolot torpedowy w układzie dwupłatu z okresu I wojny światowej, zaprojektowany i zbudowany w wytwórni Albatros-Werke GmbH w Berlinie. Zbudowana w małej serii maszyna była rozwinięciem pierwszego bombowca torpedowego skonstruowanego przez Albatrosa – modelu Albatros W.3.

## Historia i użycie

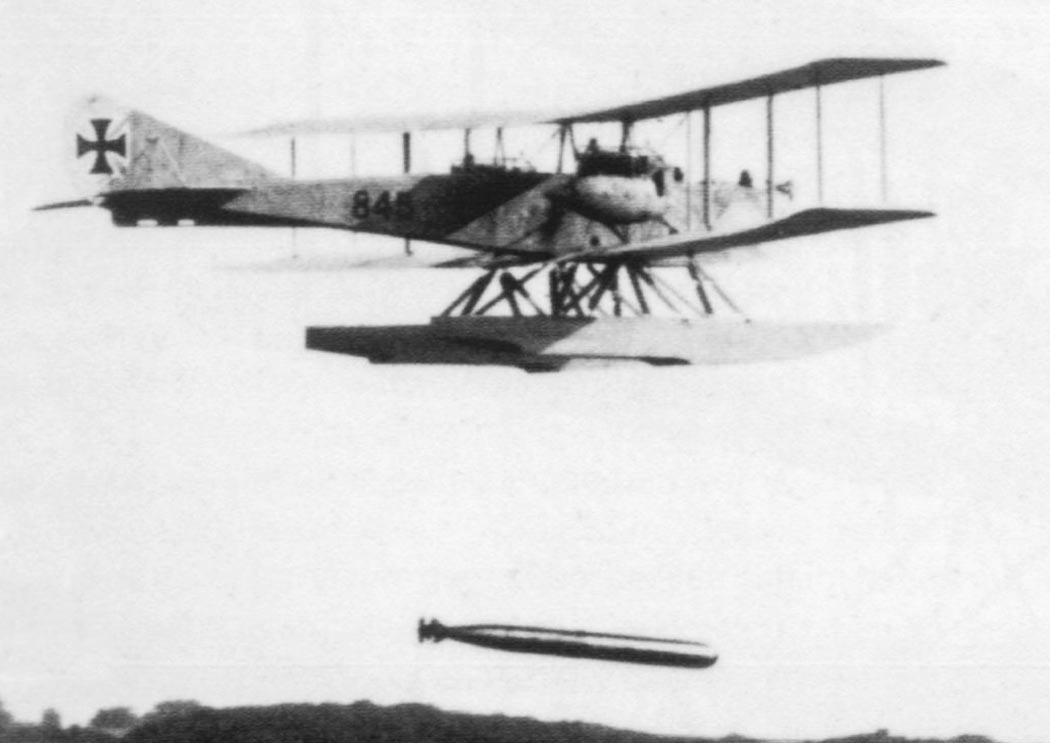
Zrzut torpedy lotniczej z Albatrosa W.5

W lipcu 1916 roku, po dostarczeniu Kaiserliche Marine przez wytwórnię Albatros-Werke GmbH wodnosamolotu torpedowego Albatros W.3, dowództwo marynarki złożyło zamówienie na ulepszony model W.5. Płatowiec miał identyczną rozpiętość skrzydeł i długość, zastosowano też taki sam napęd w postaci dwóch silników Benz Bz.III o mocy 112 kW (150 KM) każdy, w układzie pchającym, także z kołpakami na śmigłach. Chłodnice i gondole silnikowe W.5 zostały bardziej dopracowane pod kątem mniejszego oporu i lepszego chłodzenia. Kadłub samolotu miał typowe dla Albatrosa kształty i pokryty był sklejką. Stanowiąca uzbrojenie ofensywne torpeda umieszczona była w głębszej niż w W.3 niecce podkadłubowej między pływakami, które także były powiększone w stosunku do protoplasty. Pierwszy dostarczony egzemplarz o numerze 845 miał lotki tylko na górnym płacie, jednak w pozostałych zamontowano je także na dolnym i obie połączono pionowym słupkiem.
Niskie tempo produkcji Albatrosa W.5 sprawiło, że pięć egzemplarzy seryjnych zostało dostarczonych marynarce między majem 1917 a styczniem 1918 roku. Samoloty otrzymały numery od 845 do 849. Małe zamówienie produkcyjne wskazuje, że osiągi W.5 oceniono jako gorsze od konkurentów z firm Gotha i Hansa-Brandenburg, a powolny harmonogram dostaw odzwierciedla niski priorytet, jaki nadano bombowcom torpedowym po rezygnacji Kaiserliche Marine z przeprowadzania powietrznych ataków torpedowych ze względu na nikłe szanse ich bezpiecznego wykonania.

## Opis konstrukcji i dane techniczne
Albatros W.5 był dwusilnikowym wodnosamolotem pływakowym w układzie dwupłatu. Długość samolotu wynosiła 13,1 metra, a jego wysokość 4,25 metra. Rozpiętość skrzydeł wynosiła 22,7 metra, zaś powierzchnia nośna 100 m². Masa własna wynosiła 2263 kg, zaś masa całkowita (startowa) 3665 kg. Napęd stanowiły dwa chłodzone cieczą 6-cylindrowe silniki rzędowe Benz Bz.III o mocy 112 kW (150 KM) każdy. Prędkość maksymalna samolotu wynosiła 133 km/h. Maszyna osiągała wysokość 1000 metrów w czasie 20 minut, zaś długotrwałość lotu wynosiła 4 godziny.
Uzbrojenie ofensywne stanowiła torpeda lotnicza, a do samoobrony służyły dwa ruchome karabiny maszynowe.